# Russian Mission
Russian Mission ist ein Ort in Alaska.
Die Stadt mit 421 Einwohnern(Stand 2022) liegt am rechten Ufer des Yukon Rivers. Ihr Name leitet sich von der 1851 gegründeten ersten Missionsstation der Russisch-orthodoxen Kirche in Alaska ab. In der Sprache der Eskimos hieß der Ort Ikogmyut. Der Name Russian Mission setzte sich um 1900 durch. 1970 erhielt der Ort das Stadtrecht.
Die Stadt ist mit dem Russian Mission Airport erschlossen.